# Alexander Gehbauer
Alexander Gehbauer, né le 24 avril 1990 à Bensheim, est un cycliste autrichien spécialiste de VTT cross-country. Il termine 9e de l'épreuve olympique 2012.

## Biographie
Son frère Robert (né en 1987) pratique le VTT et le triathlon au haut niveau.

## Palmarès en VTT

### Championnats du monde
- Saalfelden-Leogang 2012
  - 4e du championnat du monde de cross-country espoirs

### Coupe du monde
- Coupe du monde de cross-country espoirs
  - 4e en 2011 (vainqueur de deux manches)
  - 4e en 2012 (vainqueur de deux manches)
- Coupe du monde de cross-country
  - 23e en 2014

### Championnats d'Autriche
- Championnats d'Autriche de cross-country espoirs : 2010
- Champion d'Autriche de cross-country : 2012 et 2013

## Palmarès en cyclo-cross
- 2014-2015
  -  Champion d'Autriche de cyclo-cross
- 2015-2016
  -  Champion d'Autriche de cyclo-cross

## Distinction
- Cycliste autrichien de l'année : 2012